# Rathaus (Telč)

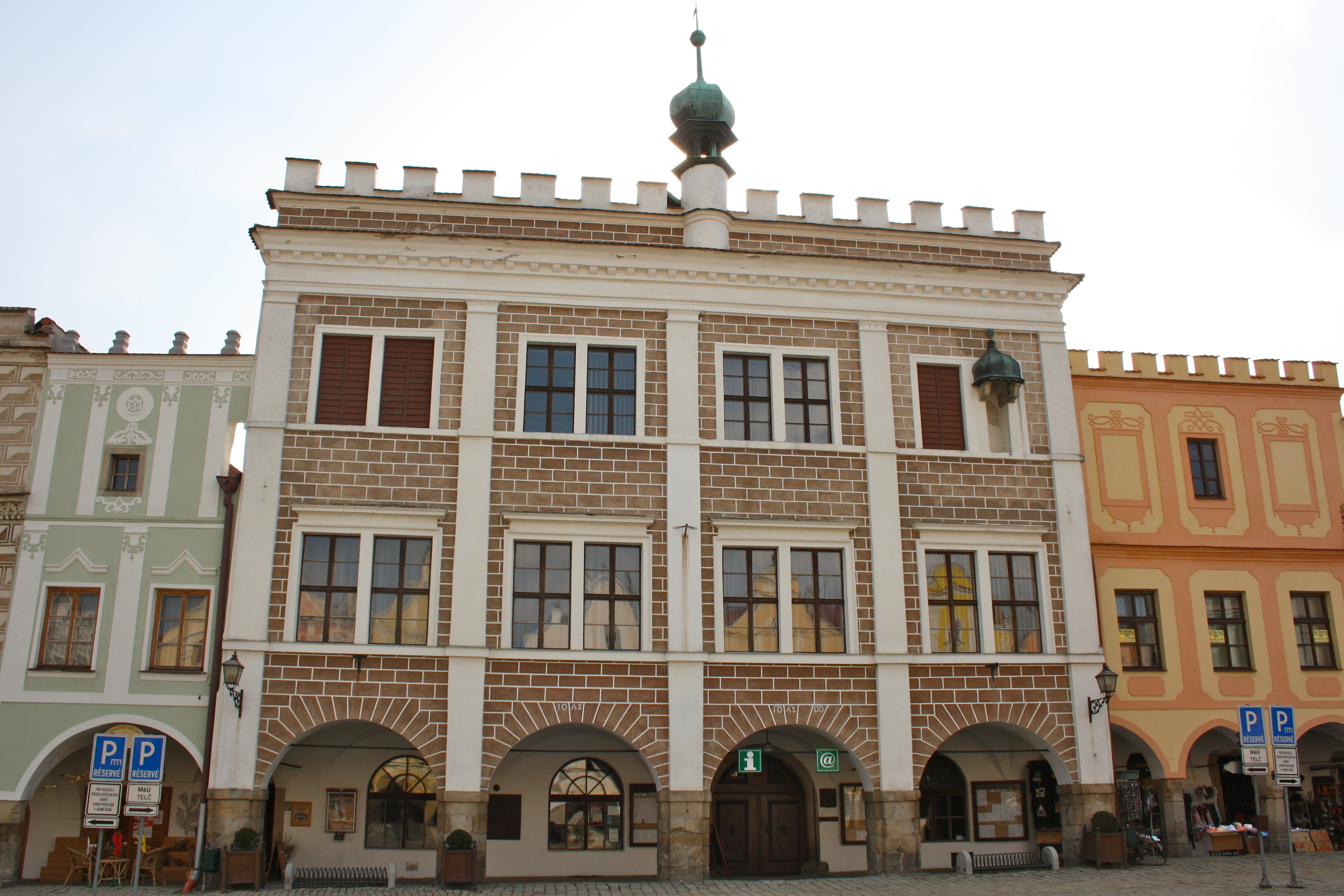
Rathaus in Telč

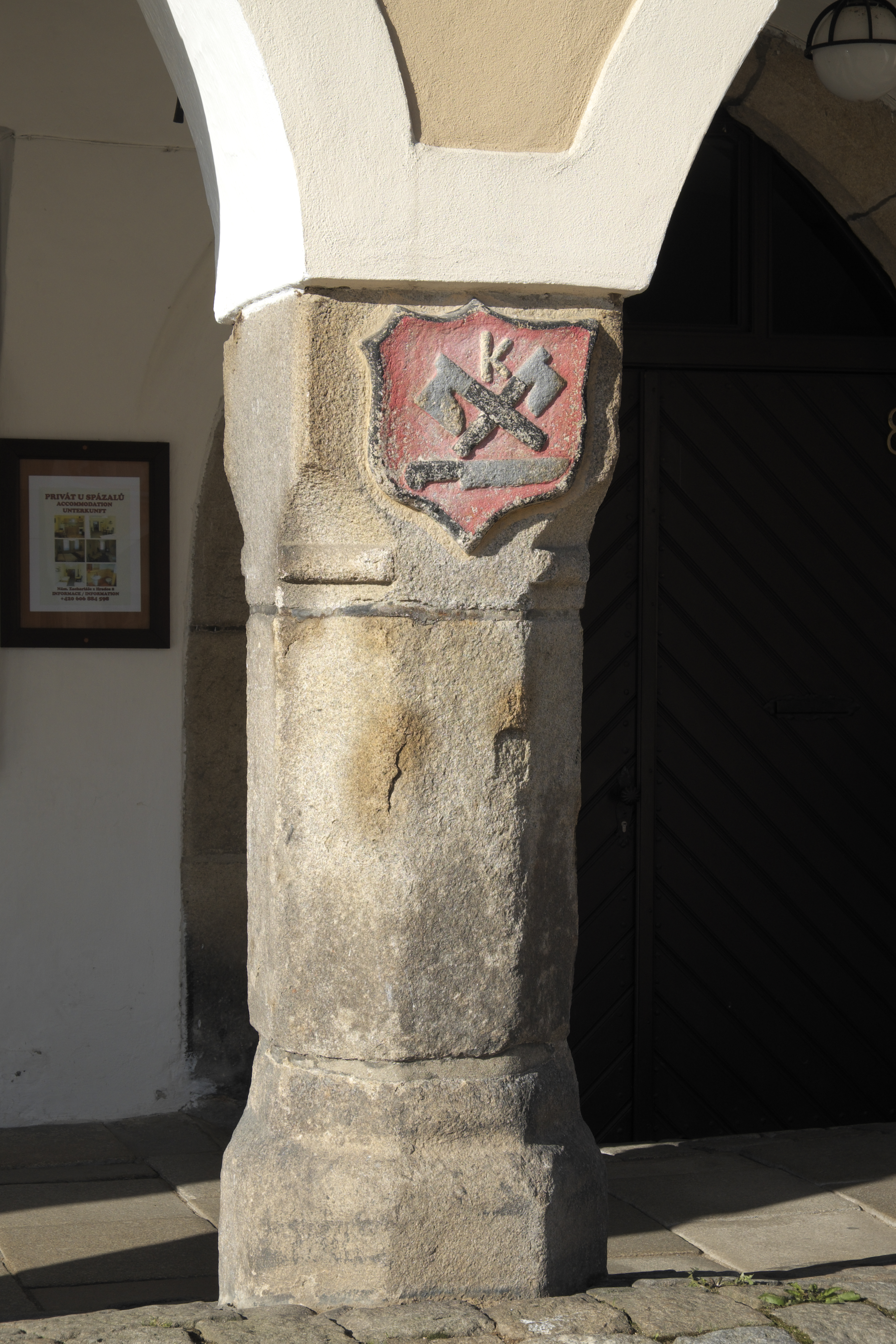
Säule mit Wappen im Laubengang

Das Rathaus in Telč (deutsch Teltsch), einer Stadt im Okres Jihlava der Region Vysočina (Tschechien), wurde im 15. Jahrhundert errichtet. Das Rathaus ist seit 1958 ein geschütztes Kulturdenkmal.

## Geschichte
Erste Nachrichten über das Rathaus stammen aus dem Jahr 1443. Das massive Gebäude entstand durch die Verbindung zweier gotischer Häuser. Im Jahr 1574 wurde das Gebäude im Stil der Renaissance umgebaut, wobei die außerordentliche Vorderfront entstand. Der Entwurf des Umbaus wird dem italienischen Baumeister Baldassare Maggi zugeschrieben, der auch den Umbau des Schlosses in Telč leitete. Die Fassade schließt mit einer Zinne und einem Rundtürmchen mit Zwiebelhaube ab.
An der Frontseite ist im Arkadengang eine Tafel eingesetzt, die an die Eintragung der Stadt in die UNESCO-Liste im Jahr 1992 erinnert.